# Ivo Watts-Russell
Ivo Watts-Russell (ur. 1954 w Oundle, hrabstwo Northamptonshire, Anglia) - współzałożyciel w 1979 roku (wspólnie z Peterem Kentem) i szef brytyjskiej wytwórni płytowej 4AD, skupiającej wykonawców spod znaku szeroko rozumianego indie rocka; także producent płytowy. Do jego najbardziej znanych przedsięwzięć należą: debiut płytowy  zespołu Cocteau Twins, album Garlands oraz projekt This Mortal Coil.

## Życiorys
Niewiele wiadomo o życiu prywatnym Ivo Watts-Russella. Urodził się w Oundle, w zubożałej, arystokratycznej rodzinie jako jej ósme, najmłodsze dziecko. W młodości zajmował się sprzedażą detaliczną płyt. W 1977 roku rozpoczął pracę w sklepie płytowym Beggars Banquet, w momencie, kiedy sklep ten zmienił się w wytwórnię płytową. W 1979 roku spotkał Petera Kenta i wspólnie z nim założył nową wytwórnię płytową. Nowa wytwórnia, powiązana nadal z Beggars Banquet, otrzymała od tej ostatniej 2 tysiące funtów na rozpoczęcie działalności. Działalność tę Ivo Watts-Russell i Peter Kent rozpoczęli w 1980 roku w jednym z londyńskich biur, początkowo pod nazwą Axis (wybraną przez Kenta w nawiązaniu do albumu Jimiego Hendrixa, Axis: Bold as Love), którą później zmienili na 4AD. Z powodu nieporozumień z Ivo Watts-Russellem Peter Kent odszedł w 1981 roku, zakładając z pomocą Beggars Banquet własne wydawnictwo, Situation 2 Records. 4AD wylansowała w latach 80. szereg zespołów, takich jak: Bauhaus, The The, The Birthday Party, Cocteau Twins, This Mortal Coil, Dead Can Dance, Dif Juz, Throwing Muses czy Pixies. Do najbardziej znanych przedsięwzięć Ivo Watts-Russella należy debiut płytowy zespołu Cocteau Twins, album Garlands oraz projekt This Mortal Coil, grupa muzyków specjalnie powołana do jego realizacji. Ivo Watts-Russell napisał i wybrał piosenki na debiut płytowy zespołu, a każdą z nich nagrała specjalnie dobrana grupa wykonawców, on sam zaś zagrał na instrumentach klawiszowych w niektórych utworach.
W 1994 roku pod wpływem depresji i nieporozumień z kluczowymi artystami Ivo Watts-Russell przeszedł załamanie nerwowe. Przeniósł się do Los Angeles (pozostawiając 4AD w Londynie) i tam powołał do życia nowy projekt muzyczny, zespół The Hope Blister, który wydał dwa albumy: ...Smiles OK (1998) i Underarms (1999). W 1999 roku sprzedał swoją połowę 4AD partnerowi biznesowemu Martinowi Millsowi z Beggars Banquet. Zamieszkał razem ze swoimi trzema psami na pustyni w pobliżu Santa Fe w stanie Nowy Meksyk.